# Pedro Peralta y Barnuevo
Pedro de Peralta Barnuevo Rocha y Benavides (Lima, 26 de noviembre de 1663-Lima, 30 de abril de 1743) fue un matemático, astrónomo, poeta, erudito, sabio y polígrafo peruano. Fue rector de la Universidad de San Marcos y doctor en derecho civil y derecho canónico.
Dominó los siguientes idiomas: castellano, latín, griego, francés, portugués, italiano, inglés y quechua, y contaba en su biblioteca con obras que revelan una curiosidad omnímoda: gramática, poliorcética, astronomía y metalurgia, entre otras.

## Biografía
Sus padres fueron el español Francisco Peralta Barnuevo y la limeña Magdalena Rocha Benavides. Fue hermano de José de Peralta Barnuevo, obispo de Buenos Aires.
Estudió arte y derecho romano y canónico en la Universidad Nacional Mayor de San Marcos, de la que obtuvo el grado de doctor en Cánones y Leyes (1680-1686). Posteriormente, obtuvo el título de abogado ante la Real Audiencia (1686).
A la muerte de su padre, heredó de éste el cargo de contador real del Tribunal de Cuentas.

## Obras
Como poeta ha dejado Lima fundada o conquista del Perú (1732), epopeya culta en octavas reales dentro del gusto barroco más culterano.
Escribió obras dramáticas donde se aúnan la impronta calderoniana con un neoclasicismo a la francesa: Triunfos de amor y poder, 1710; Rodoguna, 1718, y Afectos vencen finezas, 1720. 
Compuso abundantes poemas de circunstancias, glosas y panegíricos. Su Historia de España vindicada (1730) muestra, si no rigor crítico, sí una muy sólida erudición.
Publicó, en 1740, Lima inexpugnable, que resalta (exponiendo trece argumentos) la necesidad de que la ciudad se proteja, a través de tácticas militares, sobre todo con una muralla. Así, se encargó de diseñar un complejo sistema de defensa para la ciudad de Los Reyes, basado en murallas y torreones.
Llegó a ser rector de la Universidad de San Marcos en circunstancias muy difíciles para la Universidad en 1715 y 1716. Fue miembro de la Académie des sciences de París, a causa de haberse decidido a colaborar en una expedición geodésica franco-española muy importante, y el jefe de la expedición, comenzada en 1735, fue el naturalista y geógrafo francés Charles Marie de la Condamine. Se buscaba (y se hizo tras largos y muy cuidadosos trabajos), determinar la longitud del arco de meridiano, y se llevaron a cabo también numerosas observaciones de la naturaleza de aquella zona. En ella participaron como principales los españoles Antonio de Ulloa y Jorge Juan.
En los últimos años de su vida fue perseguido por el Tribunal de la Inquisición, pero salió bien librado de las acusaciones. Murió en Lima el 30 de abril de 1743. Es considerado como uno de los mayores genios nacidos en la América colonial hispana.